# Capitán Prat (2006)
La Capitán Prat (FFG-11) fue una fragata de la Armada de Chile y el quinto buque de la misma en llevar el nombre de Arturo Prat. Fue adquirida a la Real Armada de los Países Bajos como parte del proyecto Puente II, el que contempló la renovación de los buques de combate de la Escuadra Nacional. Junto a su gemela, la Almirante Latorre, fueron diseñadas con una mayor capacidad antiaérea, no obstante pueden cumplir diferentes roles para la defensa de la soberanía en el mar. Cumplió actuaciones en la Guerra del Golfo Pérsico, la Guerra de los Balcanes y como parte de diferentes grupos de tarea de la Organización del Tratado del Atlántico Norte. Desde el 26 de mayo de 2005 hasta enero de 2020 cumplió servicios para la Escuadra Nacional de la Armada de Chile. 

## Construcción
La quilla fue puesta en los Astilleros Royal Schelde, en Vlissingen, Holanda, el 15 de diciembre de 1981 y el casco fue botado al agua el 28 de agosto de 1984. Fue comisionada el 17 de septiembre de 1986 con el nombre de Hr. Ms. “Witte de With” sirviendo por 20 años a la Marina Real de ese país.

## Oficiales Comandantes
- Felipe García Huidobro – 17 de julio de 2006 – 19 de diciembre de 2007
- Ricardo Marcos Vivanco – 19 de diciembre de 2007 – 21 de diciembre de 2009
- Leonardo Quijarro Santibáñez – 21 de diciembre de 2009 – 22 de diciembre de 2011
- Jorge Parga Balaresque – 22 de diciembre de 2011 – 20 de diciembre de 2013
- Fernando Borcoski Pinto – 20 de diciembre de 2013 – 21 de diciembre de 2015
- José Fuentes Kretschmer - 21 de diciembre de 2015 - 22 de diciembre de 2017